# مهذب الدين الرومي
مُهَذّبُ الدين الرومي (- 622 هـ) أديب وشاعر.

## سيرته
أديب وشاعر مولى التاجر أبي منصور الجيلي. كان من أهل النظامية، وسمى نفسه عبد الرحمن وحفظ القرآن، وتأدب، وتقدم في النظم، وهو القائل:
ومن شعره أيضًا:
له ديوان صغير ونظمه سائر بالعراق والشام في ذلك الوقت. وجدوه ميتًا في بيته في جمادى الأولى 622 هـ.